# 昆明犁头尖
昆明犁头尖（学名：Typhonium kunmingense）是天南星科犁头尖属的植物，是中国的特有植物。分布于中国大陆的云南省等地，生长于海拔1,800米至2,100米的地区，见于常绿阔叶林中，目前尚未由人工引种栽培。

## 异名
- Typhonium kunmingense H. Li var. alatum H. Li ex H. Peng et S. Z. He
- Typhonium kunmingense H. Li var. cerebriforme H. Li